# Walter Mantegazza
Walter Mantegazza, vollständiger Name Walter Daniel Mantegazza Gonzàlez, (* 17. Juli 1952 in Montevideo; † 20. Juni 2006 ebenda) war ein uruguayischer Fußballspieler.

## Verein
Der 1,70 Meter große, offensiv ausgerichtete Mittelfeldakteur Mantegazza spielte bis 1974 für Nacional Montevideo. 1972 gewann er mit den Bolsos die Copa Interamericana 1971. In der Saison 1974/75 stand er dann ebenso wie in den beiden nachfolgenden Spielzeiten in Mexiko beim Club León unter Vertrag und erzielte für jenen Klub in diesem Zeitraum 16 Treffer. Es folgte eine weitere Station in Mexiko bei UANL Tigres. Von 1977 bis 1979 absolvierte er dort 66 Partien in der Primera División und schoss 25 Tore. Mit Tigres wurde er Mexikanischer Meister der Saison 1977/78.

## Nationalmannschaft
Mantegazza war Mitglied der A-Nationalmannschaft Uruguays, für die er zwischen dem 23. März 1974 und dem 23. Juni 1974 zehn Länderspiele absolvierte. Dabei erzielte er ein Länderspieltor. Mantegazza nahm mit Uruguay an der Weltmeisterschaft 1974 teil. Dort kam er im Verlaufe des Wettbewerbs in allen drei Gruppenspielen zum Einsatz.

## Erfolge
- Copa Interamericana 1971
- Mexikanischer Meister 1977/78